# وست‌لا
وست‌لا (به انگلیسی: Westlaw) یک سرویس تحقیقاتی حقوقی آنلاین و پایگاه داده اختصاصی برای وکلا و متخصصان حقوقی است که در بیش از ۶۰ کشور جهان موجود است و شامل بیش از ۴۰۰۰۰ پایگاه داده از پرونده‌های قضایی می‌شود. وست‌لا قوانین ایالتی و فدرال، کدهای اداری، مقالات روزنامه‌ها و مجلات، سوابق عمومی، مجلات حقوقی، بررسی‌های حقوقی، رساله‌ها، فرم‌های قانونی و سایر منابع اطلاعاتی را ارائه می‌کند.